# Cacipacore virus
Il Cacipacore virus (CPCV)  è un arbovirus della famiglia Flaviviridae, genere Flavivirus, appartiene al IV gruppo dei virus a ((+) ssRNA).
Esso venne isolato la prima volta in Brasile nel comune di Theobroma a 320 km dalla città di Porto Velho, l'antica capitale dello stato brasiliano di Rondônia.
Mostra una correlazione genetica con altri arbovirus emergenti quali: il virus del Nilo occidentale (WNV) il virus Rocio (ROCV) e il St. Louis encephalitis virus (SLEV). Esso è un flavivirus che appartiene al numeroso gruppo dei virus dell'encefalite giapponese (JEV).